# Khaga
Khaga é uma cidade e uma nagar panchayat no distrito de Fatehpur, no estado indiano de Uttar Pradesh.

## Geografia
Khaga está localizada a 25° 47′ N, 81° 07′ L. Tem uma altitude média de 107 metros (351 pés).

## Demografia
Segundo o censo de 2001, Khaga tinha uma população de 12,020 habitantes. Os indivíduos do sexo masculino constituem 53% da população e os do sexo feminino 47%. Khaga tem uma taxa de literacia de 63%, superior à média nacional de 59.5%: a literacia no sexo masculino é de 72% e no sexo feminino é de 53%. Em Khaga, 15% da população está abaixo dos 6 anos de idade.